# Mill Valley Film Festival
Il Mill Valley Film Festival è un annuale festival cinematografico non competitivo, presentato dal California Film Institute.
Fondato nel 1978 da Mark Fishkin, il festival si tiene ogni anno nella San Francisco Bay Area e si prodiga per fare conoscere nuovi film e lanciare le carriere di promettenti cineasti. Conosciuto anche per la programmazione di qualità, atta a valorizzare il cinema indipendente ed internazionale.